# 津々見友彦
津々見 友彦（つつみ ともひこ、英: Tomohiko Tsutsumi、1941年12月19日 - ）は、日本の元自動車レーサー、自動車評論家。
日産、トヨタ、いすゞと、3メーカーのワークスドライバーを経験。後にはプライベーター（個人出場者）として長くレースに出場し続けた。

## 来歴
中国大陸（満洲国）で生まれ育ち、戦後の1-2年間は中国に住み、その後に日本に引き揚げた。少年時代からオートバイに親しみ、高校時代には浅間火山レースの観戦経験もあるという。
1963年に開催された第1回日本グランプリのC-IIIクラス（700-1,000cc）に、ドイツ車のDKW900で出場し5位。当時はまだ大学生で、自動車メーカーの後ろ楯のない全くのプライベーターだった。
1964年、オーディションを受けて日産ワークスドライバーの一員に選ばれる。当時の同僚には田中健二郎（ホンダの元2輪世界GPライダー。ホンダに在籍しながら日産にスポット加入）や鈴木誠一（スズキの元2輪世界GPライダー。日産にスポット加入）がいた。同年4月の第2回日本グランプリT-IVクラスで日産・ブルーバード1200に乗り4位。
1965年、津々見が所属している日産宣伝部のワークスチーム（後の大森ワークス）とは別に、日産開発部のワークスチーム（いわゆる追浜ワークス）が発足。津々見は宣伝部ワークスの一員としてレースに出場。同年7月の全日本自動車クラブ選手権レースT-IクラスでブルーバードSSに乗り優勝、同年8月のKSCC1時間T-Iクラスでブルーバードに乗り優勝などの成績を残す。
1966年、日産を離れトヨタワークス（一軍であるチーム・トヨタ）に移籍。トヨタ・2000GTプロトタイプによる速度記録挑戦に参加し、レースにも出場。
1968年、トヨタワークスに在籍しながら、奨学制度（『オートスポーツ』（三栄書房）主催）でアメリカに渡る。
1969年、トヨタワークスを離れ、フリー（プライベーター）に転ずる。同年途中でいすゞワークスと契約し、同年10月の日本グランプリにいすゞ・R7（シボレーの5,000ccエンジンを積んだプロトタイプレーシングカー）で出場し15位（いすゞ勢の最上位）。またこの年には石原プロモーション制作映画『栄光への5000キロ』に賛助ドライバーの一人で出演した。
1970年、いすゞワークスとの契約終了後に完全なプライベーターになり、富士グランチャンピオンレースやF2000（後のF2）などに出場。
1972年にはマカオグランプリにロータス・41で出場し8位を記録する。1975年の全日本F2000、1979年の日本F3選手権へのスポット参戦を最後にトップカテゴリーのレースに出場することはほとんどなくなり、以降はジャーナリスト活動が主体になる。自動車専門誌などで記事の執筆や、テレビのレース中継に解説者として出演。その中継内では、シビックワンメイクレースにオンボードカメラを搭載したマシンで津々見が参戦し、レース中に自ら実況・解説をしながらドライビングを収録した映像を視聴者に届け、日本におけるこのスタイルの草分け的存在となった。
1984年に開催されたWEC-JAPANにはマツダ・727Cでスポット参戦、岡田秀樹、清水正智とのチームでグループC2クラス7位を記録している。
1985年、トーヨータイヤのツーリングカーレースチーム「オブジェクトT」のコーディネイターになり、自らドライバーとしてレースに出場しながらチーム全体を統括。参戦初年度の1985年、チームに年間タイトルをもたらす（グループA、星野薫）。
その後、日本カー・オブ・ザ・イヤーの選考委員を務めるなど、引き続ぎモータージャーナリストとして活動。1991年に行われたル・マン24時間レースのテレビ朝日の中継では、マツダ・787Bが達成した日本車によるル・マン初制覇を実況している。
2000年代以後も各種イベントレースにはドライバーとして出場することがある。

## レース戦績

### 全日本F2000選手権
| 年     | チーム                                 | マシン         | エンジン     | 1       | 2   | 3     | 4     | 5     | 順位 | ポイント |
| ------ | -------------------------------------- | -------------- | ------------ | ------- | --- | ----- | ----- | ----- | ---- | -------- |
| 1973年 | ジャパン・レーシング・コーポレーション | ジャラコ・Y182 | フォード FVC | FSW Ret | SUZ | SUZ   | SUZ   |       | NC   | 0        |
| 1974年 | シック・ブラバム                       | ブラバム・BT36 | フォード BDA | SUZ     | SUZ | SUZ   | SUZ 5 |       | 9位  | 6        |
| 1975年 | 津々見友彦                             | マーチ・732    | フォード BDA | FSW 6   | SUZ | FSW 7 | SUZ 9 | SUZ 5 | 9位  | 16       |
| 1976年 | コモドール・レーシング                 | マーチ・742    | BMW M12/7    | FSW     | SUZ | FSW   | SUZ   | SUZ 6 | 15位 | 6        |

### 全日本フォーミュラ3選手権
| 年     | チーム                   | シャシー    | エンジン     | 1     | 2   | 3   | 4   | 5   | 6   | 7   | 順位 | ポイント |
| ------ | ------------------------ | ----------- | ------------ | ----- | --- | --- | --- | --- | --- | --- | ---- | -------- |
| 1979年 | スピードショップサンユー | マーチ・753 | トヨタ・2T-G | SUZ 9 | FSW | TSU | FSW | SUZ | NIS | SUZ | 25位 | 2        |

### 全日本ツーリングカー選手権
| 年     | チーム       | 使用車両               | クラス | 1      | 2       | 3       | 4       | 5       | 6       | 順位 | ポイント |
| ------ | ------------ | ---------------------- | ------ | ------ | ------- | ------- | ------- | ------- | ------- | ---- | -------- |
| 1985年 | Object T     | トヨタ・カローラレビン | DIV.1  | SUG 9  | TSU 1   | NIS 2   | SUZ 3   | FSW 2   |         |      |          |
| 1986年 | Object T     | ホンダ・シビック       | DIV.1  | NIS 11 | SUG 2   | TSU 2   | SEN 2   | FSW 3   | SUZ 15  | 1位  |          |
| 1987年 | Object T     | ホンダ・シビック       | DlV.1  | NIS 4  | SEN Ret | TSU 7   | SUG Ret | FSW 8   | SUZ 9   |      |          |
| 1988年 | Object T     | ホンダ・シビック       | JTC-3  | SUZ 9  | NIS 7   |         |         |         |         |      |          |
| 1988年 | Object T     | フォード・シエラRS500  | JTC-1  |        |         | SEN Ret | TSU Ret | SUG 3   | FSW Ret |      |          |
| 1989年 | Object T     | ホンダ・シビック       | JTC-3  | NIS 3  | SEN 9   | TSU 5   | SUG Ret | SUZ Ret | FSW Ret |      |          |
| 1990年 | Racing Forum | ホンダ・シビック       | JTC-3  | NIS 2  | SUG Ret | SUZ Ret | TSU 5   | SEN 5   | FSW Ret |      |          |